# 作为意志和表象的世界

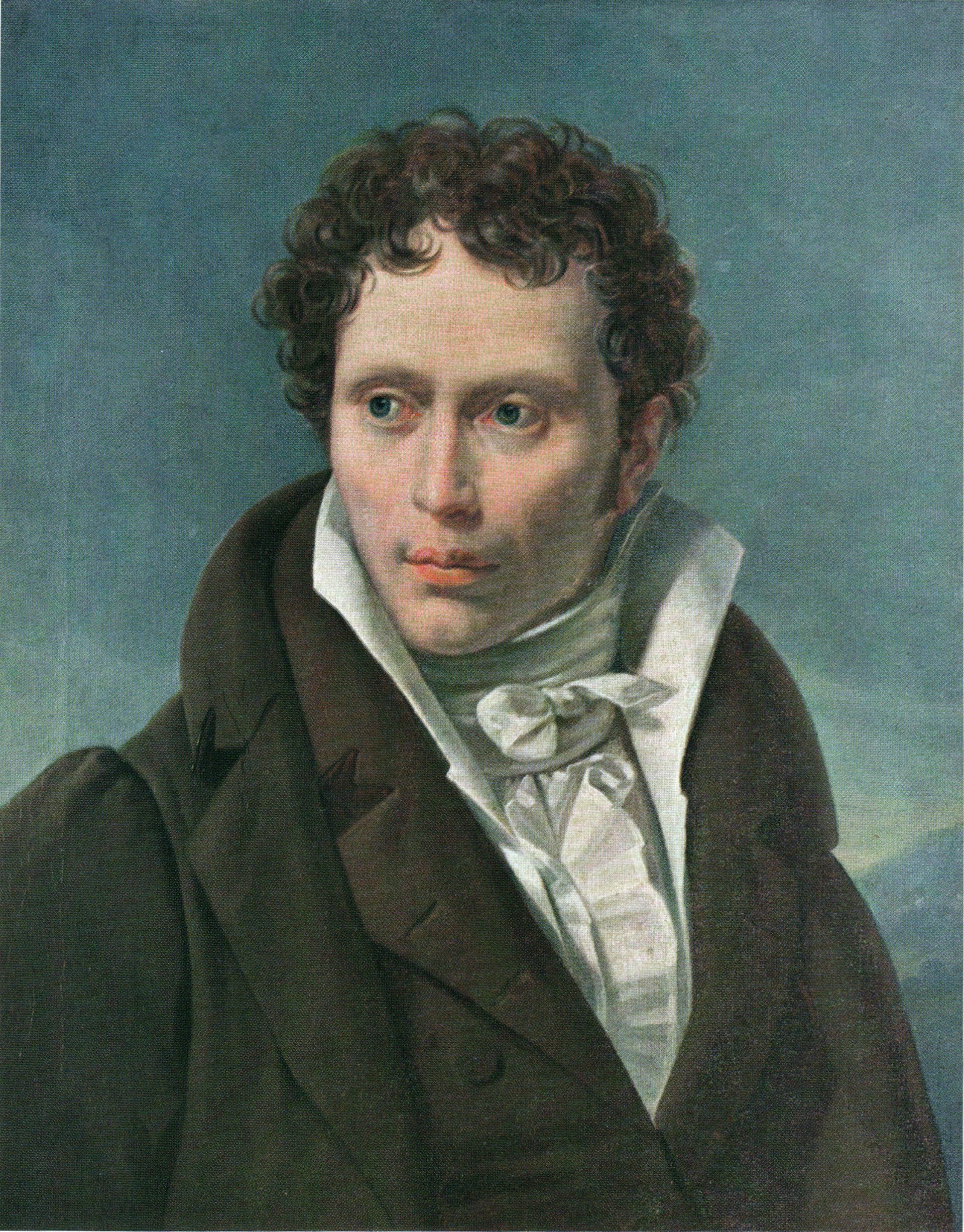
1815年的叔本华（创作《作为意志和表象的世界》的第二年）

《作为意志和表象的世界》（德語：Die Welt als Wille und Vorstellung）是德国哲学家亚瑟·叔本华的核心作品。第一版出版于1818年12月，1844年扩充内容后出版了第二版增补版。1948年，托马斯·曼编辑出版了缩减版。
1859年，《作为意志和表象的世界》的第三版引起轰动，叔本华称“全欧洲都知道这本书”，他在第三版序言中写道：“当这本书第一版问世时，我才30岁，看到第三版时却不能早于72岁。总算我在彼德拉克的的名句中找到了安慰：‘谁要是走了一整天，傍晚走到了，那也该满足了。’”叔本华在最后的十年终于得到了声望，但仍然过着独居的生活。陪伴他的是一条叫“世界灵魂”的卷毛狗。1860年，叔本华因肺炎恶化去世，他在遗言中说：“希望爱好他哲学的人，能不偏不倚地，独立自主地理解他的哲学。”
《作为意志和表象的世界》的中文版（第一卷）出版于1982年，由石冲白翻译，由商务印书馆出版。虽然也有其他版本，但流传不广。

## 写作背景
本书在一开始便假定读者熟悉康德的哲学理论，一些学者认为叔本华比他之后的任何德国唯心主义者更忠实于康德的先验唯心论，不过本书的附录中对康德的哲学也进行了一些批判，其中叔本华驳斥了康德关于伦理学、知识论和美学的主要观点。
叔本华认为康德忽略了通过意志直观的内在经验，而先验却是经验的最重要形式。叔本华认为“意志”是通往表象背后的世界的一扇窗户，即康德所说的物自体。但和康德不同，他认为，我们可以获得关于物自体的知识。表象和物自体的关系可以类比成身体和人类意志的关系。根据叔本华的说法，整个世界只是单一意志的表象，其中我们个人的意志是现象。于是，叔本华的形而上学越过了康德哲学的限制，但并没有像康德之前的理性主义者他们走的那么远。叔本华反对康德的十二范畴中的十一个，认为其中只有因果是重要的，物质和因果都作为时间和空间的结合，是互相等同的。
叔本华在发展他的理论时也参考了柏拉图的观点。叔本华认为柏拉图的“理念型”是介于表象和意志中间的存在。

### 出版
本书中的思想诞生于叔本华哲学生涯的早期（1814年－1818年），并于1819年发表了第一卷。本书的第一卷包括四部分，分别覆盖了知识论、本体论、美学和伦理学。几十年后，在1844年，叔本华出版了增订后的第二版，包括第两卷。第二卷是对第一卷的说明和补充，他的观点并没有大的改变。
《作为意志和表象的世界》出版后一直默默无闻，直到1851年他完成了对本书的补充与说明，结果就是这篇以格言体写成的《附录与补遗》使他获得了声誉，使他瞬间成了名人，并使这部重要著作重新得到人们的关注，并使1859年出版的第三版引起轰动。在第三版序言中，他写道：“我最后毕竟也走到了，在我一生的残年既看到了自己的影响开始发动，同时又怀着我这影响将合乎于‘流传久远和发迹迟晚成正比’这一古老规律的希望，我已心满意足了。”

## 重要概念

#### 意志
叔本华使用意志一词来表示自在之物，对于人而言，意志表现为某种欲求。一切表象中的活动只是使我们感觉自由的假象。意志是一种不能被克服的东西，我们每一行为都是意志的体现，人的身体是意志的客体化。叔本华的哲学认为自然界的一切事物，包括人在内，都是永不停息的生命意志的表现。

#### 表象
叔本华使用“表象”一词表示意识在外部世界中感觉到的物体的概念和影像，包括观察者（主体）的身体也是表象。叔本华称身体为直接客体，一切其他事物都是间接客体。
叔本华的表象一词包含多重含义。有时它代表了与本质相对立的事物，此时可以用假象（摩耶）一词来理解表象。人通过各种感觉器官感受到的外界事物也是表象，这是直接表象，此时表象一词代表的含义可以与现象互换。人在没有接触到实际事物时在心中形成的心理印象也是表象，它属于间接表象，可称之为意象。另外，人通过接触外在事物而形成的理性概念也是表象，这些概念叔本华称之为表象的表象。因此叔本华认为时空中的一切事物都属于表象范畴，而所有的表象都遵循充足理由律。

## 主要内容
《作为意志和表象的世界》分为两卷，其中第一卷分为四篇，分别是：世界作为表象初论（主要探讨知识论）、世界作为意志初论（主要探讨本体论）、世界作为表象再论（主要探讨美学）、世界作为意志再论（主要探讨伦理学）。

### 知识论
如上文所说，叔本华的概念“意志”来自康德的“物自体”。康德认为物自体是物质表象的基础，它提供了感觉的质料，但却缺乏形式。康德认为空间、时间、因果以及其他类似现象都是人类智慧为了产生表象而强加于这个世界的，这些在物自体中都不存在。叔本华认为，时间、空间以外的所有东西也都是这样的，所以物自体是一个整体，包括人类在内的所有存在的事物都是这个整体的一部分。我们的内在经验体现的是本体领域，意志是任何存在的核心。所有从客体获得的知识都是以自我为参照的，因为其他事物中的意志就是我们自己的意志。

### 本体论
在第二篇中，叔本华将电力和引力等自然界的力描述为意志的体现。知识是服务于意志的，它既存在于人类，也存在于其他动物，它隶属于意志的需求。宇宙和万物的本质就是这种意志。对于人生，叔本华是悲观主义的，他认为欲望得不到满足就会痛苦，而幸福只是暂时脱离这种痛苦时的感觉。但是，一个人的大多数欲望都不会得到满足，并且已经满足的愿望很快又会被没有满足的欲望所取代。

### 美学
和其他美学理论一样，叔本华的理论的中心是“天才”的概念。叔本华认为，感知到一个客体时，天才比普通人更善于同时感知到这个客体的理型。此时，个体就可以在沉思的客体之中忘记自我，在那一瞬间摆脱了欲求而委心于纯粹无意志的认识。那些高度天才的人可以学会和其他人交流这种美学的体验，而用来进行这种交流的工具则是艺术作品。基于这个理论，叔本华认为丹麦的静物画是最好的绘画类型，因为它能够让观赏者在普通的日常物品中看到美。他强烈批判对裸体女性和食物的描写，因为这些作品会刺激观赏者的欲望从而妨碍观赏者“委心于纯粹无意志的认识”。
音乐在叔本华的美学中也佔有重要地位，叔本华认为音乐和意志之间有特殊的关系。其他形式的艺术都是来自从世界上感知到的事物，而音乐却直接来自意志。

### 伦理学
叔本华将人类的行为分为两类：对意志的肯定和对意志的否定。
叔本华认为，一切動物（包括人）都是利己主义的。同情和怜悯超越了利己主义，它产生于通过同理心了解他者的感受，这也显示了人类超越欲望和意志的可能性。叔本华直截了当地否认了自由意志的存在。自己的意志可以被肯定或否定，但这只是由因果性所决定的。他赞扬禁欲主义，因此高度评价佛教和吠檀多印度教，以及修道主义的天主教宗派。他认为基督新教、犹太教和伊斯兰教是乐观主义的，缺乏形而上学而且不平等对待人类以外的动物，因此对这三种宗教表示蔑视。叔本华认为，某些人对自己的意志过度肯定，即不止想要满足欲望，而且还想对他人实行不正当的控制，他没有意识到那个被他伤害的人实际上和他是同一的。所以意志会经常伤害它自身。人在犯罪的同时也就伸张了正义，因为犯罪者和受害者在形而上学中是同一的。
叔本华还详尽讨论了自杀。他认为自杀并不能摧毁意志，因为死亡只是意志的一个局部现象的结束。他认为，要否定意志，人们可以通过禁欲主义慢慢削弱自己的意志。而自杀实际上是对意志的肯定。
最终可以得出结论，完全消灭意志并不能获得没有痛苦的生活，因为没有欲望就会感到无聊。要使生活中更少有痛苦，只能客观审视自己的意志，并且时刻提醒自己欲望是无法被满足的。

### 批判康德哲学
在第一卷的附录中，叔本华详细讨论了康德哲学的价值及其错误之处。叔本华认为康德最大的错误是没有成功区分知觉的、直觉的和概念的、推论的知识；他认为康德最大的贡献在于将现象和物自体区分开来。

### 第二卷
本书的第二卷由一些论文组成，主要用来对第一卷中讨论的观点进行扩展和补充。其中最重要的是关于死亡的观点和关于性爱的理论。他提出，性行为是意志为了延续自己的存在而在人类追求自己所爱的人时剥夺他的理性和理智的结果，因为智力是为个体服务的，在面对种属繁衍这类无益于个体的行为时，智力无法作出正确的判断。虽然这种观点在后来得到了改进，而且性爱在人类生活中的重要性也被广泛承认，但在当时他对于性爱的观点显得与时代格格不入。其次就是他关于遗传学的理论：他认为人类可以遗传他们的意志，从而可以从父亲那里遗传性格，从母亲那里遗传智慧。他举出了一些名人的家谱作为例子来说明他的理论。本书第二卷还包括了许多被认为对同时期哲学家（包括费希特、弗里德里希·谢林和黑格尔）具有攻击性的话语。

## 影响
对于这本著作的价值存在着很大争论。虽然他在德国以外并非很有名，却对精神分析学的发展以及西格蒙德·弗洛伊德的著作产生了极大的影响，虽然弗洛伊德本人声称一直到晚年才接触到他的著作。在他解释精神失常的理论中也出现了对于潜意识的理解。他关于受虐癖的理论至今仍有很大影响力。
尼采、卡尔·波普尔、维特根斯坦、托尔斯泰、卡尔·荣格、博尔赫斯、大卫·赫伯特·劳伦斯、阿尔贝·加缪、塞缪尔·贝克特、古斯塔夫·马勒 以及理查德·瓦格纳等人都受到叔本华的强烈影响。比如尼采正是读了《作为意志和表象的世界》之后才引起了他对哲学的兴趣。虽然尼采反对叔本华的悲观主义观点，但叔本华仍是少数受他尊敬的思想家。他还在他的论文《作为教育家的叔本华》（Schopenhauer als Erzieher），中赞美他。叔本华对于语言的讨论还影响了路德维希·维特根斯坦。
叔本华对于意志的解释和泛神论，尤其和奥义书与吠檀多的哲学很相似。叔本华也于这本书中早于达尔文提出了一些进化论的观点，例如：所有生命都试图保护自己并产生出新生命，而我们的智力也只是为了相同的目的。但是与达尔文的观点相反，他认为物种是固定不变的。叔本华对于东方哲学的兴趣给西方世界带来了新的观点。他提倡动物权利，极力反对活体解剖（這也是他大學時代棄醫從文的主要原因），因此也获得了动物权利支持者的尊敬。

## 译本情况
现存WWV的五个英译本中，Die Welt als Wille und Vorstellung被翻译为三种形式
1. 在Kemp（1883）和Berman（1995）的译本中，书名被译为《作为意志和观念的世界》，Kemp译本将Vorstellung译为观念（idea）的原因在上面已经有提及，另外需要的注意的是，因为叔本华在WWV第一卷第三部分“作为表征的世界再论”中曾集中讨论过跟柏拉图理念（英语：Platonic idealism）相关的Idee，Kemp将Vorstellung译为观念（idea）后，将Idee译为Idea，以示区分。而根据Berman的说法，观念（idea）对于英语读者来说更加显得那么不笨拙。
2. 在Payne（1958）和Janaway（2010）的译本中，书名被译为《作为意志和表征的世界》（The World as Will and Representation），Payne在1957年的WWV翻译序言里认为，表征（representation）是英语中最好的能传达Vorstellung含义的单词，这也是法语和意大利语WWV译本的选择。Pyane同时也提到了Kemp译法可能产生的Idea和Idee的混淆。Janaway大致遵循了Pyane的观点，而尽管表征（representation）和表象（presentation）有差异，但是他们更愿意使用前者这个更加传统的术语。
3. 在Aquila（2007）的译本中，书名被译为《作为意志和表象的世界》（The World as Will and Presentation），Aquila给出的原因是表征（representation）不必要的引入了这样一种涵义：存在于脑海中的一个确切的对象只是一个副本，刻画或替身，而不是这个确切的对象本身，“表象”（presentation）在表达某些事物简单地出现在心灵面前或者进入心灵的意识经验上跟Vorstellung是相似的。

WWV中译本情况
叔本华WWV最早的中译是由台湾刘大悲翻译1976年由台北志文出版的《意志与表象的世界》，刘译文只是译出了WWV的一部分。WWV的第一个全译本，也是至今唯一的中文全译本由林建国译出，林译本最早由译者自费印行，并于1974-89在台湾遠流公司出版，可惜林译是由Payne英译转译过来，并不是由德语翻译。
叔本华WWV流传最广的中译本则是1982年商务印书馆出版的石冲白译，杨一之校《作为意志和表象的世界》，石译根据的是E.Griebach编莱比锡1859年版Arthur Schopenhauer Sämtliche Werke第一卷译出。但是查看法兰克福大学叔本华档案馆的说明可知，叔本华第一个全集是1873年由Frauenstädt编辑后来在莱比锡出版，而对于石译所依据的版本，除了一篇高宣扬教授写的《音乐式的哲学:纪念叔本华逝世150周年》中看到有引用外，并没有见其他人有提及或使用。另一个相关的是由E. Grisebach编辑（而非E.Griebach），1890年在Leipzig出版的叔本华全集，这是叔本华的著作第二次以全集形式出版。
对石译中版本信息的另一种理解则是，石译根据的德文是1859年版的《作为意志和表征的世界》（WWV第三版在1859年出版），而“Arthur Schopenhauer Sämtliche Werke第一卷”指的可能是E. Grisebach所编辑的版本。

## 注脚
1. ↑  Bryan Magee, Schopenhauer
2. ↑  Thomas Mann, Die Welt als Wille und Vorstellung von Schopenhauer in einer gekürzten Fassung dargeboten von Thomas Mann (Zürich : Classen, 1948)
3. ↑  参见豆瓣网：http://book.douban.com/subject/1004699/ （页面存档备份，存于）
4. ↑  WWR I, xv.
5. ↑  最近的遗传学研究显示叔本华的观点有可能是正确的。例如来自New Scientist的消息："Eric 'Barry' Keverne ... and Azim Surani ... have evidence that in the mouse the mother's genes contribute more to the development of the 'thinking', or 'executive', centres of the brain, while paternal genes have a greater impact on the development of the 'emotional' limbic brain." (by Gail Vines, 03 May 1997, p 34, http://www.newscientist.com/article/mg15420804.300-where-did-you-get-your-brains--baby-mice-may-inherit-their-mothers-wits-and-their-fathers-basicinstincts-but-what-does-this-mean-for-us-asks-gail-vines.html （页面存档备份，存于）)
6. ↑  （德文）参见Mahler: Das Lied von der Erde by Stephen Helfling （页面存档备份，存于）
7. ↑  叔本华与翻译浪潮 .   [2016年7月7日]. （原始内容存档于2016年9月28日）.